# Cercle arterial cerebral
El cercle arterial cerebral (CAC), polígon de Willis o cercle arterial de la base del cervell és una anastomosi circulatòria múltiple que subministra sang al cervell i estructures circumdants. Porta el nom de Thomas Willis (1621-1675), un metge anglès. Està conformada per:
- 2 artèries cerebrals posteriors
- 2 artèries comunicants posteriors
- 2 artèries cerebrals anteriors
- 1 artèria comunicant anterior

## Neuroanatomia
Se situa a la fossa interpeduncular a la base de l'encèfal. Està format per les anastomosis entre dues artèries caròtides internes i dues artèries vertebrals. Les artèries comunicant anterior, cerebral anterior, comunicant posterior i cerebral posterior contribueixen a formar el polígon. El polígon de Willis (circle of Willis, segons la terminologia anglosaxona) permet que la sang que entra per les caròtides internes i el tronc basilar (vas resultant de la fusió de les dues artèries vertebrals) es distribueixi a qualsevol part de tots dos hemisferis cerebrals. Té la particularitat de permetre fluxos col·laterals que mantenen en certa manera la irrigació del cervell en cas d'oclusió d'alguna de les caròtides, minimitzant així els efectes de la isquèmia en determinats territoris encefàlics.
El metge londinenc Thomas Willis (1621-1675) no fou el primer en descriure aquesta estructura, però si en il·lustrar-la acuradament amb amplis comentaris en el seu llibre Cerebri Anatome (1664). Alguns dels dibuixos de la vasculatura de la base del cervell humà i oví que apareixen al llibre s'atribueixen a Christopher Wren. Willis va interpretar la funció del cercle arterial com un sistema de compensació en cas de manca de flux sanguini provinent de la caròtide interna o de la vertebral. Aquesta idea encara es considera vàlida.
Ara bé, dit plantejament implica que en condicions de normalitat el polígon de Willis és una estructura sense cap funció, una circumstància anatomo-fisiològica molt anòmala. A banda dels humans, un gran nombre d'animals que no acostumen a patir accidents vasculars cerebrals tenen estructures arterials similars amb independència de la seva estructura corporal o de la mida i pes del cervell. També, el efecte protector del cercle arterial en cas d'interrupció greu del flux hemàtic és limitat, existint moltes varietats d'artèries comunicants poc desenvolupades entre la població general. Per això, avui dia diferents grups d'investigadors creuen que la principal i més destacable funció del polígon de Willis és mantenir controlat en tot moment i de forma sincrònica el subministrament de sang al cervell dins d'uns determinats límits, actuant com un mecanisme d'absorció passiva dels canvis habituals de la pressió arterial (p. ex. els derivats de l'exercici físic) pel tal d'assegurar el bon funcionament arteriolar cerebral i l'integritat de la barrera hematoencefàlica.
Emprant angio-RM en 3D per obtenir una geometria arterial acurada i tècniques de disseny assistit per ordinador, s'han aconseguit crear simulacions numèriques dels patrons de conducta del flux sanguini en un CAC sa i complert.

## Variacions anatòmiques del cercle arterial cerebral
Les comunicacions vasculars existents dins del cercle arterial poden presentar importants diferències individuals:
- En un 40% dels casos, el cercle arterial està format per les artèries següents: comunicant anterior, cerebral anterior, cerebral mitjana, caròtide interna, comunicant posterior, cerebral posterior i basilar.
- En un 10% dels casos, les dues cerebrals anteriors s'originen respectivament d'una artèria caròtide interna.
- En un 10% dels casos, la comunicant posterior és feble en un costat o no existeix.
- En un 10% dels casos, la comunicant posterior és feble en els dos costats o no existeix.
- En un 10% dels casos, la comunicant posterior s'origina unilateralment de la caròtide interna.
- En un 5% dels casos, la cerebral posterior s'origina bilateralment de la caròtide interna.
- En un 1% dels casos manca la comunicant anterior.

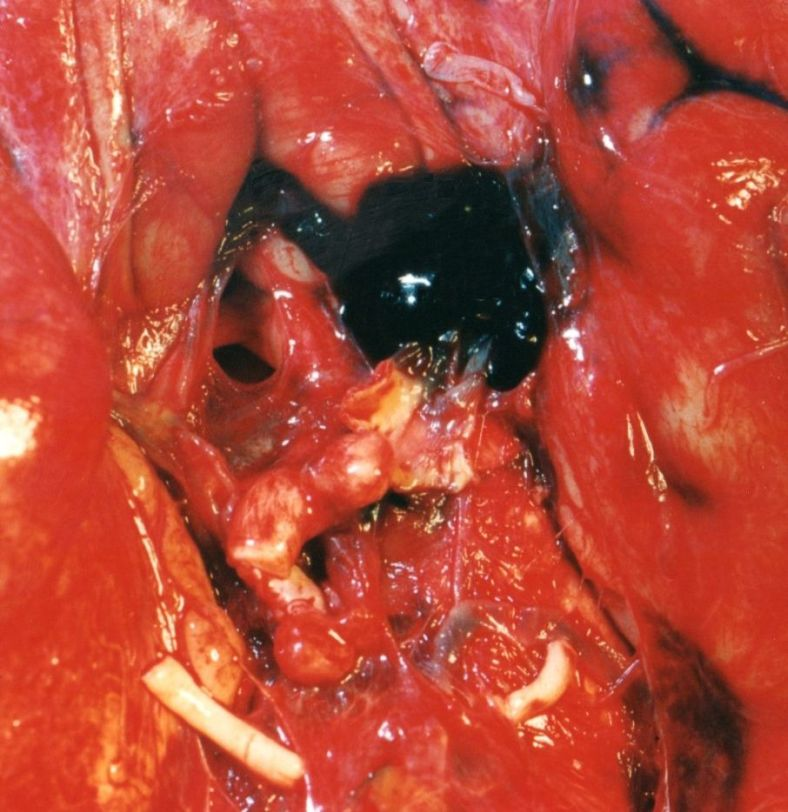
Hemorràgia per ruptura d'un vas del polígon de Willis

La prevalença del cercle arterial considerat com a clàssic o típic pels anatomistes (erròniament anomenat "normal" a molts llibres de text) oscil·la entre el 4,6% i el 72.2%. Algunes de les raons d'aquesta gran divergència són la manca d'unanimitat en la nomenclatura i els diversos criteris utilitzats per definir i quantificar la hipoplàsia dels vasos que formen el CAC. Per avaluar morfomètricament dites diferències de forma senzilla s'ha proposat l'ús de programari de domini públic aplicat al processament d'imatges DICOM.
A banda d'aquestes variacions no derivades de cap patologia, algunes anomalies congènites cerebrals, com ara l'holoprosencefàlia o la colpocefàlia, poden comportar l'absència total o parcial del polígon de Willis. No ha estat demostrada, ara per ara, cap associació entre les nombroses variacions del CAC i un grup poblacional en particular.
Determinades configuracions del CAC poden ser un factor determinant poc habitual en el desenvolupament d'una dolicoectàsia intracerebral (una anomalia de les arteries del cervell), la qual és un element que s'associa a diversos tipus d'AVCs.
Models in vitro que reprodueixen l'hemodinàmica del CAC indiquen que l'absència de l'artèria comunicant posterior augmenta la possibilitat, en determinades circumstàncies, de patir un accident vascular cerebral.

## Patologia
La presència de plaques ateromatoses en el cercle arterial cerebral acostuma a ser moderada i la majoria d'elles tenen un caràcter estable, sense gaires canvis hemorràgics o de calcificació. En canvi, els aneurismes del polígon de Willis són molt freqüents. Un 85% de tots els aneurismes saculars intracranials es localitzen a les seves artèries, en especial a l'artèria comunicant anterior (35%). Un petit percentatge d'aneurismes en aquest vas té una mida gegant (≥2,5 cms de diàmetre) i un alt risc de ruptura en cas de no ser intervingut quirúrgicament. Alguns d'ells arriben a comprimir el quiasma òptic, produint diverses alteracions visuals progressives.
De vegades, variacions anatòmiques menors del polígon de Willis desenvolupades durant la vida fetal coincideixen a l'adultesa amb estenosis ateroembòliques de la caròtide i ocasionen un ictus cerebral particular. En aquesta línia, s'ha observat que les persones amb un grau important d'oclusió en l'artèria caròtide interna i un circuit col·lateral anterior no funcionant del CAC tenen un alt risc de sofrir un ictus isquèmic cerebral.